# Gadgets
För andra betydelser, se Gadget (olika betydelser).
Gadgets var en pryltidskrift från Hjemmet Mortensen AB.  Tidningen har fått sitt namn efter det engelska ordet "gadget" som betyder "pryl". Innan tidningen hette Gadgets hette den Gadget.
Vid årsskiftet 2006-2007 gick Gadgets samman med systertidningen PC Hemma och bildade Din Teknik.